# توم تيريس
توم تيريس (بالإنجليزية: Tom Terriss)‏ هو كاتب سيناريو ومخرج وممثل بريطاني (وحمل سابقاً جنسية المملكة المتحدة لبريطانيا العظمى وأيرلندا)، ولد في 28 سبتمبر 1872 بلندن في المملكة المتحدة، وتوفي في 8 فبراير 1964 بنيويورك في الولايات المتحدة.

## أعمال

### أفلام
- (1919) الجانب المشرق

## وصلات خارجية
- توم تيريس على موقع IMDb (الإنجليزية)
- توم تيريس على موقع أول موفي (الإنجليزية)
- توم تيريس على موقع قاعدة بيانات برودواي على الإنترنت (الإنجليزية)
- توم تيريس على موقع قاعدة بيانات الأفلام السويدية (السويدية)
- توم تيريس على موقع قاعدة بيانات الفيلم (الإنجليزية)
- توم تيريس على موقع كينوبويسك (الروسية)